# Либерален феминизъм
Либералният феминизъм, наричан още мейнстрийм феминизъм, е основен клон на феминизма, фокусиран върху постигане на равенство между половете чрез политическа и правна реформа в рамките на либералната демокрация и осъществяван от гледна точка на човешките права. Често се смята за културно прогресивен и икономически от дясно до лявоцентристки. 
Като най-старата от Големите три школи на феминистката мисъл (другите са марскисткият и радикалният феминизъм) либералният феминизъм има своите корени в първата вълна на феминизма от 19 век, стремяща се към признаване на жените като равни граждани, като се фокусира особено върху избирателното право на жените и достъпа до образование – усилие, свързано  с либерализма и прогресизма на 19 век. Либералният феминизъм „работи в структурата на основното общество, за да интегрира жените в тази структура“. Той поставя голям акцент върху публичния свят, особено върху законите, политическите институции, образованието и професионалния живот, и счита отричането на равни законови и политически права като основна пречка пред равенството. Като такива либерални феминистки работят, за да вкарат жените в политическия мейнстрийм. Либералният феминизъм е приобщаващ и социално прогресивен, като същевременно широко подкрепя съществуващите институции на властта в либералните демократични общества и се свързва с центризма и реформизма. Либералният феминизъм има тенденция да бъде възприет от бели жени от средната класа, които не са съгласни с настоящата социална структура. Джан и Риос откриват, че либералният феминизъм с неговия фокус върху равенството се разглежда като доминираща и „по подразбиране“ форма на феминизма. Тпй активно подкрепя участието на мъжете във феминизма и както жените, така и мъжете винаги са били активни участници в движението; прогресивните мъже имат важна роля заедно с жените в борбата за равни политически права, откакто движението стартира през 19 век.
Исторически либералният феминизъм до голяма степен израства от и често се свързва със социалния либерализъм. Съвременната либерална феминистка традиция по-специално включва както социално-либерални, така и социалдемократически течения, както и много често различаващи се школи на мисълта като феминизъм на равнопоставеността, социален феминизъм, етичен либерален феминизъм на грижите, феминизъм на равенството, феминизъм на различията, консервативен либерален феминизъм и либерален социалистически феминизъм. Някои форми на модерен либерален феминизъм са описани като неолиберален феминизъм или „феминизъм в заседателната зала“. Либералният феминизъм често е тясно свързан с либералния интернационализъм . В много страни, особено на Запад, но също и в редица светски държави в развиващия се свят, либералният феминизъм се свързва с концепцията за държавен феминизъм, а либералният феминизъм набляга на конструктивното сътрудничество с правителството и участието в парламентарни и законодателни процеси за преследване реформи. Либералният феминизъм се нарича още „мейнстрийм феминизъм“, „реформаторски феминизъм“, „егалитарен феминизъм“ или исторически „буржоазен феминизъм“ (или буржоазно-либерален феминизъм), наред с други имена. Като една от Големите три школи на феминистката мисъл либералният феминизъм често се противопоставя на социалистическия / марксисткия феминизъм и радикалния феминизъм: за разлика от тях той търси постепенен социален прогрес и равенство на базата на либерална демокрация, а не на революция или радикално пренареждане на обществото. Либералният феминизъм и основният феминизъм са много широки термини, които често се приемат, че обхващат целия феминизъм, който не е радикален или революционен социалистически/марксистки и който вместо това преследва равенство чрез политическа, правна и социална реформа в рамките на либерална демократична рамка. Като такива либералните феминистки могат да се присъединят към набор от различни феминистки вярвания и политически идеологии в рамките на демократичния спектър от лявоцентристкия до дясноцентристкия.
С присъща прагматична ориентация, либералните феминистки подчертават изграждането на широкообхватна подкрепа за феминистките каузи сред жените и мъжете, както и сред политическия център, правителството и законодателните органи. През 21 век либералният феминизъм се обръща към междусекторното разбиране за равенството между половете и съвременните либерални феминистки подкрепят правата на ЛГБТ като основен феминистки въпрос. Либералните феминистки обикновено подкрепят закони и разпоредби, които насърчават равенството между половете и забраняват практики, които са дискриминационни спрямо жените; мейнстрийм либералните феминистки, особено тези със социалдемократическа наклонност, често подкрепят социалните мерки за намаляване на материалното неравенство в рамките на либералната демократична рамка. Докато се корени в първата вълна на феминизма и традиционно се фокусира върху политическата и правна реформа, по-широката либерална феминистка традиция може да включва части от последващи вълни на феминизма, особено феминизъм от трета вълна и феминизъм от четвърта вълна. Слънчогледът и златният цвят, възприети като символ на просветлението, стават широко използвани символи на основния либерален феминизъм и избирателното право на жените от 1860-те години, първоначално в Съединените щати, а по-късно и в части от Европа.

## Произход

### Терминология
Конкретният термин „либерален феминизъм" е доста модерен, но неговата политическа традиция е много по-стара. Терминът „феминизъм“ става доминиращ в английския език за борбата за правата на жените в края на 20 век, около век след възникването на организираното либерално движение за правата на жените, но повечето западни феминистки историци твърдят, че всички движения, работещи за получаване на права на жените, трябва се считат за феминистки, дори когато не са или не прилагат термина към себе си.
Исторически погледнато, буржоазното движение за правата на жените - предшественикът на съвременния либерален феминизъм, е основно противопоставено на работническата класа или пролетарските женски движения, които в крайна сметка се развиват в т. нар. социалистически и марксистки феминизъм. От 60-те години на 20 век както либералният феминизъм, така и „пролетарските“ или социалистически/марксистки женски движения също се противопоставят на радикалния феминизъм. Либералният феминизъм обикновено се включва като една от двете, трите или четирите основни традиции в историята на феминизма.
Много либерални феминистки прегръщат термина „феминизъм“ през 70-те или 80-те години на 20 век, въпреки че някои първоначално изразяват скептицизъм към него; например либералната феминистка Норвежка асоциация за правата на жените изразява скептицизъм към термина „феминизъм“ още през 1980 г., тъй като може да насърчи „ненужен антагонизъм към мъжете“,, но приема термина няколко години по-късно, тъй като той все повече се превръща в мейнстрийм общ термин за борбата за правата на жените в западния свят.

#### Движение
Либералният феминизъм в крайна сметка има исторически корени в класическия либерализъм и често се свързва със социалния либерализъм от края на 19 век. Целта на либералните феминистки от края на 18 век е да получат избирателно право за жените с идеята, че това ще им позволи да получат лична свобода. Те се интересуват от получаване на свобода чрез равенство, намаляване на жестокостта на мъжете към жените и получаване на възможности да станат пълноценни личности. Те вярват, че никое правителство или обичай не трябва да забранява надлежното упражняване на личната свобода. Ранните либерални феминистки трябва да се противопоставят на предположението, че само белите мъже заслужават да бъдат пълноправни граждани. Пионерки като Мери Уолстънкрафт, Джудит Сарджънт Мъри и Франсис Райт се застъпват за пълното политическо включване на жените. През 1920 г., след близо 50 години интензивен активизъм, жените най-накрая получават правото да гласуват и правото да заемат публични длъжности в Съединените щати и в голяма част от Западния свят в рамките на няколко десетилетия преди или няколко десетилетия след това време .
Либералният феминизъм до голяма степен е тих в Съединените щати четири десетилетия след спечелването на правото  на гласуване. През 60-те години на 20 век,  по време на движението за граждански права, либералните феминистки правят паралели между системната расова дискриминация и половата дискриминация. Групи като Националната организация за жените, Националната политическа група на жените и Лигата за действие за равнопоставеност на жените са създадени по това време за насърчаване на правата на жените. В САЩ тези групи работят неуспешно за ратифицирането на поправката за равни права или „Поправката за конституционно равенство“, с надеждата, че ще гарантира, че мъжете и жените са третирани като равни според закона. Конкретни въпроси, важни за либералните феминистки, включват, но не се ограничават до, репродуктивните права и достъпа до аборт, сексуалния тормоз, гласуването, образованието, справедливото възнаграждение за работа, достъпните грижи за деца, достъпните здравни грижи и извеждането на бял свят на честотата на сексуалното и домашното насилие срещу жени.

#### Поправка за равни права в САЩ
Голям брой американски либерални феминистки вярват, че равенството в заплащането, възможностите за работа, политическата структура, социалната сигурност и образованието за жените особено трябва да бъдат гарантирани от Конституцията на САЩ.
Три години след като жените спечелват правото да гласуват, Поправката за равни права (ERA) е представена в Конгреса от сенатор Чарлз Къртис и депутата Даниел Рийд Антъни младши, и двамата републиканци. Тази поправка гласи, че гражданските права не могат да бъдат отказани въз основа на пола. Нейна авторка е Алис Пол, ръководителка на Националната женска партия, която ръководи кампанията за избирателно право. Чрез усилията й поправката е въведена във всяка сесия на Конгреса на Съединените щати, но е погребана в комисията и в двете камари на Конгреса. През 1946 г. тя е отхвърлена на косъм от целия Сенат, с 38–35. През февруари 1970 г. двадесет лидери на Националната организация на жените (NOW) прекъсват изслушванията на Подкомитета на Сената на САЩ за конституционните поправки, настоявайки ERA да бъде изслушана от пълния Конгрес. През май подкомисията на Сената започва изслушвания относно ERA под ръководството на сенатор Бърч Бей. През юни ERA най-накрая напуска съдебната комисия на Камарата на представителите поради петиция за освобождаване от отговорност, подадена от депутата Марта Грифитс. През март 1972 г. ERA е одобрена от целия Сенат без промени, 84–8. Сенатор Сам Ървин и конгресменът Емануел Селер успяват да определят срок от седем години за ратификация. След това ERA отива в отделните щати за одобрение, но не успява да спечели достатъчно от тях (38), за да стане закон. През 1978 г. Конгресът приема оспорвано (по-малко от свръхмнозинство) тригодишно удължаване на първоначалния седемгодишен лимит за ратификация, но ERA не можа да получава одобрение от необходимия брой щати.
Щатските законодателни органи, които са най-враждебни към ERA, са Юта, Флорида, Илинойс, Северна Каролина и Оклахома. Националната организация на жените твърди, че единственият най-очевиден проблем при приемането на ERA е дисбалансът между половете и расата в законодателните органи. Повече от 2/3 от жените и всички афро-американци в щатските законодателни органи гласуват за ERA, но по-малко от 50% от белите мъже в целевите законодателни органи гласуват за ERA през 1982 г.

## Философия

### Равни права
Според Антъни Гидънс либералната феминистка теория „вярва, че неравенството между половете се поражда от намален достъп на жените и момичетата до граждански права и разпределение на социални ресурси като образование и заетост." Катрин Ротенберг отбелязва, че причината за съществуването на класическия либерален феминизъм е „да постави иманентна критика на либерализма, разкривайки половите изключения в рамките на прокламирането на либералната демокрация за универсално равенство, особено по отношение на закона, институционалния достъп и пълното включване на жените в обществената сфера“. Ротенберг противопоставя класическия либерален феминизъм на модерния неолиберален феминизъм, който „изглежда напълно в синхрон с развиващия се неолиберален ред“.
В основата си либералният феминизъм вярва в прагматичните „реформи срещу половата дискриминация чрез насърчаване на равни права чрез ангажиране и формулиране на закони и политики, които ще гарантират равенство“. Либералните феминистки твърдят, че обществото поддържа фалшивото убеждение, че жените по природа са по-малко интелектуално и физически способни от мъжете; по този начин има тенденция да дискриминира жените в академията, форума и на пазара. Либералните феминистки вярват, че „женското подчинение се корени в набор от обичайни и правни ограничения, които блокират достъпа и успеха на жените в т. нар. „обществен свят“, и се стремят към равенство между половете чрез политическа и правна реформа. Катрин Холст отбелязва, че „буржоазното движение за правата на жените бе либерално или либерално феминистко. Буржоазните защитници на правата на жените се бореха за гражданските свободи и права на жените: свободата на словото, свободата на движение, правото на глас, свободата на сдружаване, правата на наследство, наэсобствеността и свободата на търговия, и за достъпа на жените до образованието и трудовия живот. Накратко, жените трябва да имат същите свободи и права като мъжете“.
Политическият либерализъм дава на феминизма позната платформа за убеждаване на другите, че техните реформи „могат и трябва да бъдат включени в съществуващото законодателство“. Либералните феминистки твърдят, че жените, както и мъжете, се разглеждат като автономни индивиди и по същия начин им се предоставят правата на такива. Присъщо прагматични, либералните феминистки са склонни да се фокусират върху практически реформи на законите и политиките, за да постигнат равенство; либералният феминизъм има по-индивидуалистичен подход към справедливостта от левите клонове на феминизма като социалистическия или радикалния феминизъм. Сюзън Уендъл твърди, че „либералният феминизъм е историческа традиция, израснала от либерализма, както може да се види много ясно в работата на такива феминистки като Мери Уолстънкрафт и Джон Стюарт Мил, но феминистките, които взимат  принципи от тази традиция, разработват анализи и цели, които надхвърлят тези на либералните феминистки от 18 и 19 век, и много феминистки, които имат цели и стратегии, идентифицирани като либерални феминистки... отхвърлят основните компоненти на либерализма" в модерен или партийно-политически смисъл; тя подчертава „равенството на възможностите“ като определяща характеристика на либералния феминизъм. Хелга Хернес отбелязва, че либералният феминизъм често е бил критичен към либералистките политически позиции и че либералният феминизъм и либерализмът като цяло не са непременно едно и също. Луси Е. Бейли отбелязва, че либералният феминизъм се характеризира с „фокуса си върху индивидуалните права и реформите чрез държавата“ и че той е „изиграл инструмент в подхранването на движенията за правата на жените в различни контексти и остава позната и широко разпространена форма на феминистка мисъл. феминизмът възниква като отделна политическа традиция по време на Просвещението... Либералната феминистка теория набляга на индивидуалните права на жените на автономия и предлага средства за защита на неравенствата между половете чрез, по различен начин, премахване на правни и социални ограничения или насърчаване на условия, които подкрепят равенството на жените“.

### Права на ЛГБТ
Либералните феминистки организации са широко приобщаващи и по този начин са склонни да подкрепят правата на ЛГБТ в съвременната епоха. Например двете най-големи американски феминистки организации, либералната феминистка Национална организация за жените (NOW) и Лигата на жените гласоподаватели (LWV), и двете считат правата на ЛГБТ за основен феминистки проблем и яростно подкрепят правата на транссексуалните и се противопоставят на трансфобията. Президентката на NOW Тери О'Нийл казва, че борбата срещу трансфобията е феминистки проблем. NOW потвърди, че „транс жените са си жени, транс момичетата са си момичета“. В допълнително изявление NOW каза, че „транс жените са жени. Те заслужават равни възможности, здравеопазване, безопасна общност и работно място и заслужават да спортуват. Те имат право тяхната идентичност да бъде уважавана, без да се съобразяват с възприеманото стандарти за пол и полова идентичност.  Ние сме с вас."
По същия начин традиционно доминиращата либерална феминистка Международна неправителствена организация, Международният алианс на жените (IAW) и неговите филиали са транс-включващи; Исландският филиал на IAW, Исландската асоциация за правата на жените, заявява, че „IWRA работи за правата на всички жени. Феминизмът без транс жени не е никакъв феминизъм." На Деня на правата на жените в Исландия през 2020 г. Исландската асоциация за правата на жените организира събитие заедно с Транс Айлънд на което няколко различни феминистки организации в страната обсъждат стратегии за спиране на увеличаването на влиянието на анти-транс настроенията в Исландия. По-късно същата година Транс Айлънд получава единодушно статут на членска асоциация на Исландската асоциация за правата на жените. През 2021 г. Международният алианс на жените и Исландската асоциация за правата на жените организираха събитие за това как женското движение може да се противопостави на „гласовете против транссексуалните, [които] стават все по-силни и [които] застрашават феминистката солидарност през границите“. Датското женско общество подкрепя правата на ЛГБТ и заявява, че приема много сериозно хомофобията и трансфобията и че „подкрепяме всички инициативи, които насърчават правата на гейовете и транссексуалните хора“. Норвежката асоциация за правата на жените е трансвключваща и подкрепя правната защита срещу дискриминация въз основа на сексуална ориентация, полова идентичност и половото изразяване. Немската Deutscher Frauenring е междусекторна и се противопоставя на трансфобията. През ноември 2020 г., в Деня за възпоменание на транссексуалните, Националният съвет на жените на Ирландия и Амнести Интернешънъл Ирландия подписват изявление заедно с редица ЛГБТ+ и правозащитни групи, осъждащи трансизключващия феминизъм. Писмото призовава медиите и политиците „да не предоставят повече легитимно представителство на онези, които споделят фанатизирани вярвания, които са съгласувани с крайнодесни идеологии и не търсят нищо друго освен вреда и разделение“ и се посочва, че „тези маргинални интернет акаунти се противопоставят на утвърдителните медицински грижа за транссексуалните хора и те се противопоставят на правото на самоопределяне на транссексуалните хора в тази страна, като обобщение, те се противопоставят на правата на транссексуалните, жените и хомосексуалистите, като се присъединяват към крайнодесните тропи и позиции."
ООН Жени работи за насърчаване на равенството между половете и правата на жените и ЛГБТ хората, и „спешно призовава общностите и правителствата по света да се застъпят за правата на ЛГБТ“. Асоциацията за правата на жените в развитието (AWID) подкрепя правата на ЛГБТ и се противопоставя на антиджендърното движение, и описва транс-изключващите феминистки като „троянски коне в пространствата на правата на човека“, които се стремят да подкопаят правата на човека; AWID каза, че анти-транс активността е „тревожна“, че „„базираната на пола“ реторика злоупотребява с концепциите за пол и джендър, за да прокара дълбоко дискриминационен дневен ред“ и че „транс-изключващите феминистки... подкопават прогресията на пола и сексуалността и защитата на правата на маргинализираните групи." За да бъде ясно, въпреки че има дебати, ООН Жени се смята за либерална феминистка организация. Като доказателство, въпреки че изглежда признават междусекторността, ООН Жени все още оценяват равенството между половете във всяка страна, като разглеждат доколко жените са интегрирани в хегемонното общество, например измерват колко жени са на позиция „главен изпълнителен директор“ и „политик“.

### Школи на мисълта
Либералният феминизъм като широка мисловна школа и основна традиция във феминизма включва много различни разновидности, като феминизъм на равенството, социален феминизъм, феминизъм на равнопоставеността и феминизъм на различията. Държавният феминизъм често се свързва с либералния феминизъм, особено в западните страни. Някои форми на модерен либерален феминизъм са описани като неолиберален феминизъм.

### Неолиберален феминизъм
Неолибералният феминизъм се появява през 2010 г. Във „Възход на неолибералния феминизъм “ Ротенберг определя неолиберализма като „нова форма на самоличност, която насърчава хората като индивидуални субекти, отговорни за собственото си благополучие“, както и гарантира индивидуалното право на собствено самостоятелно вземане на решения (стр. 421). Авторът твърди, че неолибералният феминизъм се е появил от неолиберализма, подкрепян от „жени с все по-висока власт“, например Ан-Мари Слотърс и Шерил Сандбърг (стр. 418). Въпреки че Сандбърг заявява в Lean In, че „подкрепя онези, които искат да премахнат външните бариери“, така че всяка жена да може да се облегне, тя твърди, че като първа стъпка жените трябва да се облегнат, за да реформират обществото (стр. 3). Следователно жените, които се притесняват от възможността да имат дете за сметка на кариерата си, не трябва да се „облягат назад“, а да продължат да се накланят (стр. 51). Сандбърг не се стреми към реформиране на социалната система, която тя дори нарича „състезание на плъхове“ (стр. 51). Неолибералните феминистки очевидно осъзнават неравенството между половете. Те обаче ценят жените, които поемат отговорността да балансират между работа и семейство, следвайки теорията на неолиберализма, в която не обвиняват държавата, а се грижат за собственото си благополучие. Като политическа причина за появата на неолибералния феминизъм Ротенберг твърди, че като „отговаря“ на жените, неолибералният феминизъм е полезен за разпространяване на социални проблеми (т.е. сексизъм, расизъм, капитализъм).

### Либертариански феминизъм
Индивидуалисткият или либертарианският феминизъм понякога се групира като един от многото клонове на феминизма с исторически корени в либералния феминизъм, но има тенденция да се отклонява значително от основния либерален феминизъм по много въпроси. Например „либертарианският феминизъм не изисква социални мерки за намаляване на материалното неравенство; всъщност той се противопоставя на такива мерки ... за разлика от това, либералният феминизъм може да подкрепя такива изисквания, а егалитарните версии на феминизма настояват за тях." Либертарианските феминистки са склонни да се съсредоточават повече върху сексуалната политика – тема, която традиционно вълнува по-малко либералните феминистки. Основните либерални феминистки, като Националната организация на жените в САЩ (NOW), са склонни да се противопоставят на проституцията, но са донякъде разделени по отношение на политиката на проституцията, за разлика както от либертарианските, така и от радикалните феминистки. 

### Западен феминизъм
Либералните феминистки организации като Международния алианс на жените са склонни да подкрепят външната политика и политиката на сигурност на либералните демократични държави и поддържат ясна прозападна позиция по време на Студената война. От втората половина на 20 век жените в развитието стават все по-важна тема за либералните феминистки организации.
Хилъри Клинтън често се смята за либерална феминистка и е дефинирала „феминистка“ в съответствие с либералната феминистка дефиниция като „някой, който вярва в равните права“. Някои статии не я описват ясно като либерална феминистка, но въпреки това твърдят, че политиката на Клинтън и нейната бяла привилегия игнорират много жени, например цветнокожите жени, жените с ниски доходи и имигрантките, докато NOW (2015) й се възхищава като „пионер за жените с впечатляващ опит в обществената служба, където тя поставя правата на жените на преден план“.

### Феминизъм на равнопоставеността
Феминизмът на равнопоставеността е форма на либерален феминизъм, обсъждана от 1980-те г., по-специално вид класически либерален или либертариански феминизъм, наблягащ на равенството пред закона, равните свободи и права, а не на дълбоките социални трансформации.
Станфордската енциклопедия по философия споменава Уенди Макелрой, Джоан Кенеди Тейлър, Кати Йънг, Рита Саймън, Кейти Ройф, Даяна Фърхтгот-Рот, Кристин Столба и Кристина Хоф Съмърс като феминистки на равнопоставеността. Стивън Пинкър, еволюционен психолог, се идентифицира като феминист на равнопоставеността, която той определя като „морална доктрина за равно третиране, която не поема ангажименти по отношение на открити емпирични въпроси в психологията или биологията“. Бари Куле твърди, че феминизмът на равнопоставеността е съвместим с еволюционната психология, за разлика от джендър феминизма.

## Писатели
Феминистките автори, свързани с тази теория, включват Мери Уолстънкрафт, Джон Стюарт Мил, Хелън Тейлър, Елизабет Кади Стантън и Джина Крог; феминистки от втората вълна като Бети Фридан, Глория Стейнем, Симон дьо Бовоар, и феминистката от третата вълна Ребека Уокър.

### Мери Уолстънкрафт
Мери Уолстънкрафт (1759–1797) е много влиятелна в своите писания, тъй като „Защита на правата на жените“ коментира възгледа на обществото за жените и насърчава жените да използват гласа си при вземането на решения, различни от решенията, взети преди това за тях. Уолстънкрафт „отрече, че жените по природа търсят и доставят повече удоволствие от мъжете. Тя разсъждаваше, че ако бъдат затворени в същите клетки, които хващат жените, мъжете ще развият същите погрешни характери. Това, което Уолстънкрафт иска най-много от жените, е личността." Тя твърди, че патриархалното потисничество е форма на робство, която вече не може да бъде игнорирана. Също, че неравенството между мъжете и жените съществува поради несъответствието между тяхното образование. Заедно с Джудит Сарджънт Мъри и Франсис Райт Уолстънкрафт е един от първите големи защитници на пълното включване на жените в политиката.

### Елизабет Кейди Стантън
Елизабет Кейди Стантън (1815–1902) е една от най-влиятелните жени в първата вълна на феминизма. Американска социална активистка, тя играе важна роля в организирането на Конвенцията от Сенека Фолс, първата конвенция за  правата на жените, която се провежда в Сенека Фолс, Ню Йорк. Не само движението на суфражетките е важно за Стантън, а тя също така е замесена в родителските и попечителските права на жените, законите за развода, контрола на раждаемостта, заетостта и финансовите права, наред с други въпроси. Нейна партньорка в това движение е също толкова влиятелната Сюзън Б. Антъни. Заедно те се борят за лингвистична промяна в Четиринадесетата и Петнадесетата поправка, за да се включи думата „женски". Освен това през 1890 г. Антъни основава Националната американска асоциация за избирателно право на жените и председателства като президент до 1892 г. Тя произнесе много речи, резолюции, писма, призиви и петиции, които подхранват първата вълна и поддържаха духа жив. Освен това, като събира голям брой подписи, тя подпомогна приемането на Закона за собствеността на омъжените жени от 1848 г., който счита жените законно независими от съпрузите си и им предоставя собствена собственост. Заедно тези жени формират това, което е известно като NWSA (Национална асоциация за избирателно право на жените), която се фокусира върху работата със законодателните органи и съдилищата за получаване на избирателно право.

### Джон Стюарт Мил
Джон Стюарт Мил (1806 – 1873) вярва, че и двата пола трябва да имат равни права според закона и че „докато не съществуват условия за равенство, никой не може да оцени естествените различия между жените и мъжете, изкривени, както са били. .. Това, което е естествено за двата пола, може да се открие само като се позволи и на двамата да развиват и използват своите способности свободно." Мил често говори за този дисбаланс и се чуди дали жените са в състояние да почувстват същия „истински егоизъм“, който изпитват мъжете, когато се грижат за семействата си. Тази неегоистичност, за която се застъпва Мил, е тази, „която мотивира хората да вземат предвид доброто на обществото, както и доброто на отделния човек или малка семейна единица“. Подобно на Мери Уолстънкрафт, Мил сравнява сексуалното неравенство с робството, като твърди, че техните съпрузи често са също толкова злоупотребяващи, колкото и господарите, и че едно човешко същество контролира почти всеки аспект от живота за друго човешко същество. В своята книга The Subject of Women Мил твърди, че три основни части от живота на жените им пречат: обществото и изграждането на пола, образованието и брака. Той също така твърди, че неравенството между половете силно възпрепятства прогреса на човечеството.

### Бети Фридан
Бети Фридан (1921 – 2006) е американска либерална феминистка, видна през 60-те години на 20 век. Тя е съосновател и първият президент на Националата организация на жените (NOW) и допринася за втората вълна на феминизма. Нейната книга „Мистичната женственост“, написана през 1963 г., става забележителен бестселър и значително влиятелна, като порицаваше удовлетворението на жените от средната класа за домакинския живот. В книгата си Фридан обръща дискурса на американската домакиня като идеална и щастлива и посочва неудовлетвореността и самотата, с които са се сблъсквали много американски жени през 50-те и 60-те години на миналия век. Тя описва опита на тези жени като проблем без име и призова за финансова независимост на жените за освобождение. Много статии твърдят, че Фридан не е знаела за своята бяла привилегия и не е успяла да осъзнае междусекторността на жените. Например, като заявява, че „само икономическата независимост може да освободи една жена да се омъжи по любов“, Фридан се опитва да насърчи всяка жена да не „се страхува от летене“ и да търси собствения си живот извън домакинството.:с. 464, 476 Тя също така аргументира необходимостта от социално и политическо женско движение, като издигна движението за граждански права на черните като модел. Въпреки това тя не се опитва да комбинира тези движения заедно, нито опитът на чернокожите жени е разгледан във феминистки контекст. Вместо това тя предполага разделянето на въпросите на расата и пола.

## Известни либерални феминист(к)и
18 век
- Джудит Сарджънт Мъри
- Мери Уолстънкрафт
- Франсис Райт

19 век
- Сюзан Б. Антъни
- Джина Крог
- Джон Стюарт Мил
- Елизабет Кейди Стентън
- Хариет Тейлър
- Хариет Тъбман

20 век
- Маргарет Бонви
- Карин Мария Брузелиус
- Бети Фридан
- Ева Колстад
- Марта Нусбаум
- Глория Стейнем
- Надин Щросен
- Ребека Уокър
- Наоми Улф

21 век
- Хилари Клинтън
- Камала Харис
- Шерил Сандбърг
- Ан-Мари Слотър